# Verasper
Verasper es un género de peces pleuronectiformes de la familia pleuronéctidos.

## Especies
Se reconocen las siguientes especies:
- Verasper moseri
- Verasper variegatus